# Jérusalem d'Or
Jérusalem d'Or (en hébreu : ירושלים של זהב - Yeroushalayim shel zahav) est le titre de la chanson de l'année de 1967 en Israël, écrite par Naomi Shemer et chantée par Shuli Natan.
Remportant un grand succès, elle est ensuite reprise par de nombreux artistes tant israéliens que de par le monde.

## Présentation

### Contexte
La chanson est née lorsque Teddy Kolek, le maire de Jérusalem, décide de commander une chanson spéciale sur Jérusalem en l'honneur du Festival de la chanson se tenant le soir du Jour de l'Indépendance, le 15 mai 1967. Il s'adresse à Gil Adma de Kol Israel lequel contacte l'auteure-compositrice Naomi Shemer,.
La chanson décrit l'état de Jérusalem à cette époque, avant la guerre des Six Jours, lorsque la ville est encore divisée par un mur séparant le Royaume de Jordanie de l'État d'Israël, et le Mur occidental sous domination hachémite. Ainsi, Les lieux saints du judaïsme à l'est de la ville - le Mont du Temple, le Mur Occidental et l'ancien cimetière juif sur le Mont des Oliviers - sont profanés ou endommagés et ne sont alors pas accessibles aux Juifs qui ont été expulsés de la vieille ville.

### Références poétiques

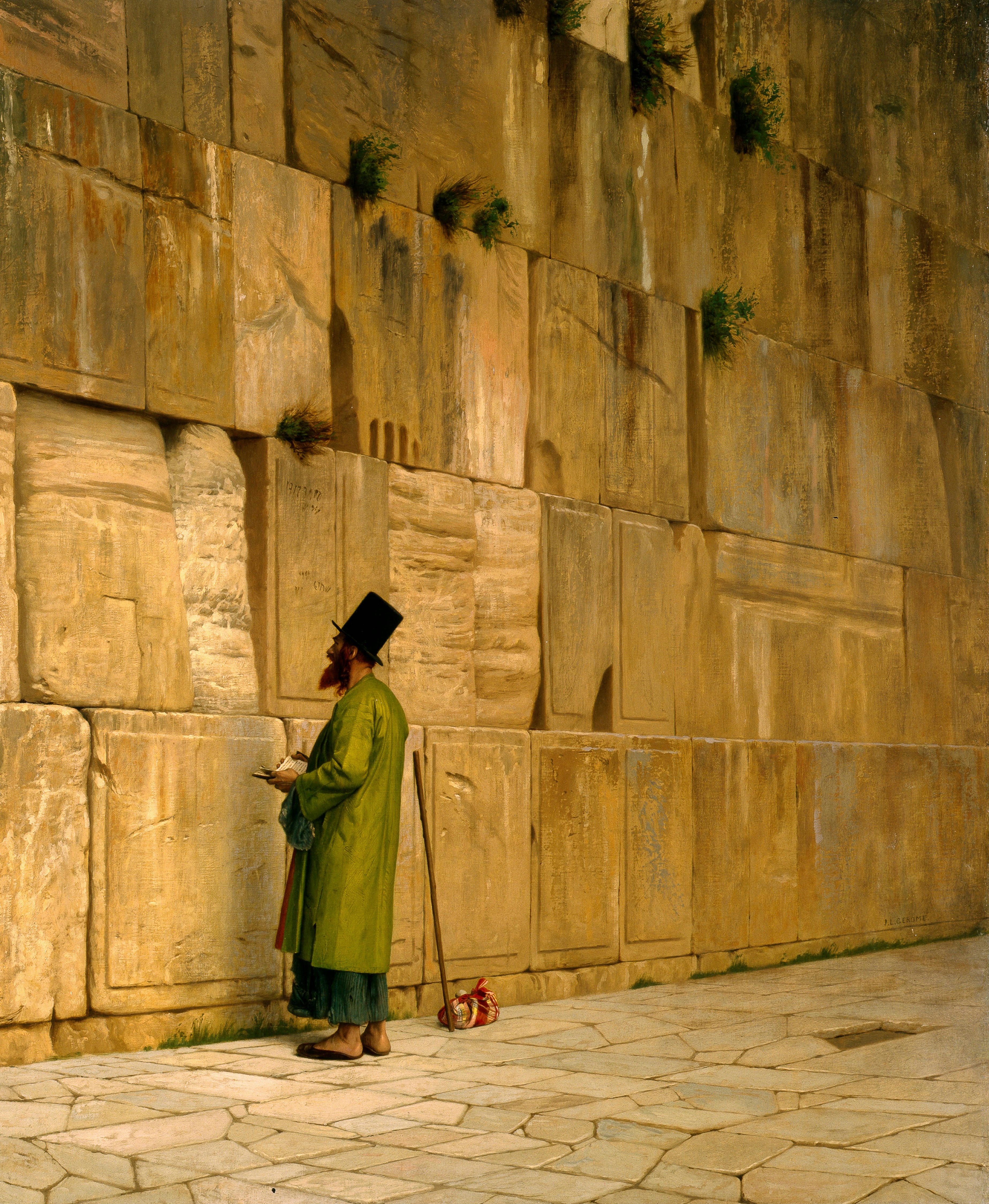
Le Mur de Salomon, dit aussi Le mur des lamentations par Gerome (1880)
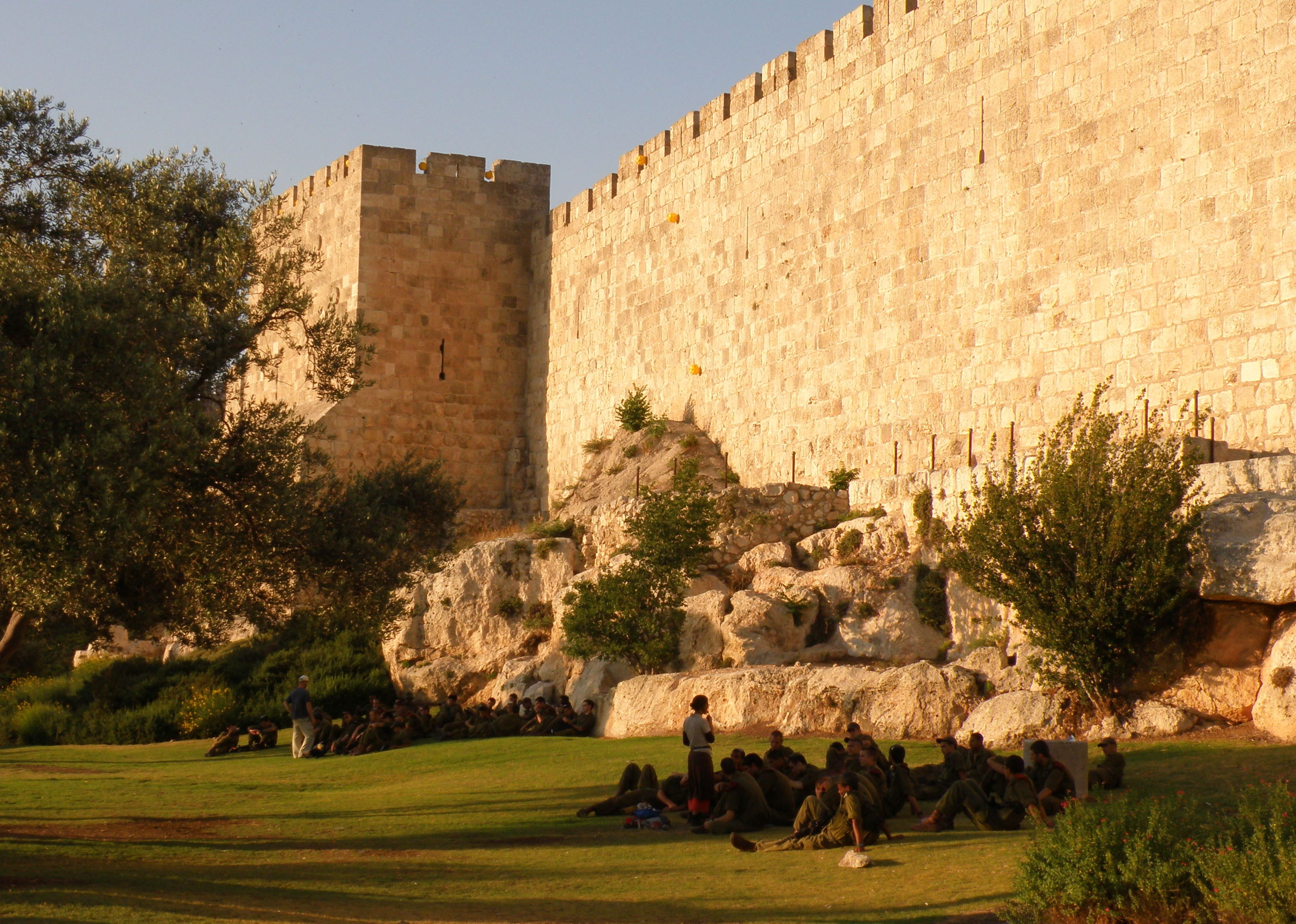
Murailles de la ville de Jérusalem au soleil couchant.
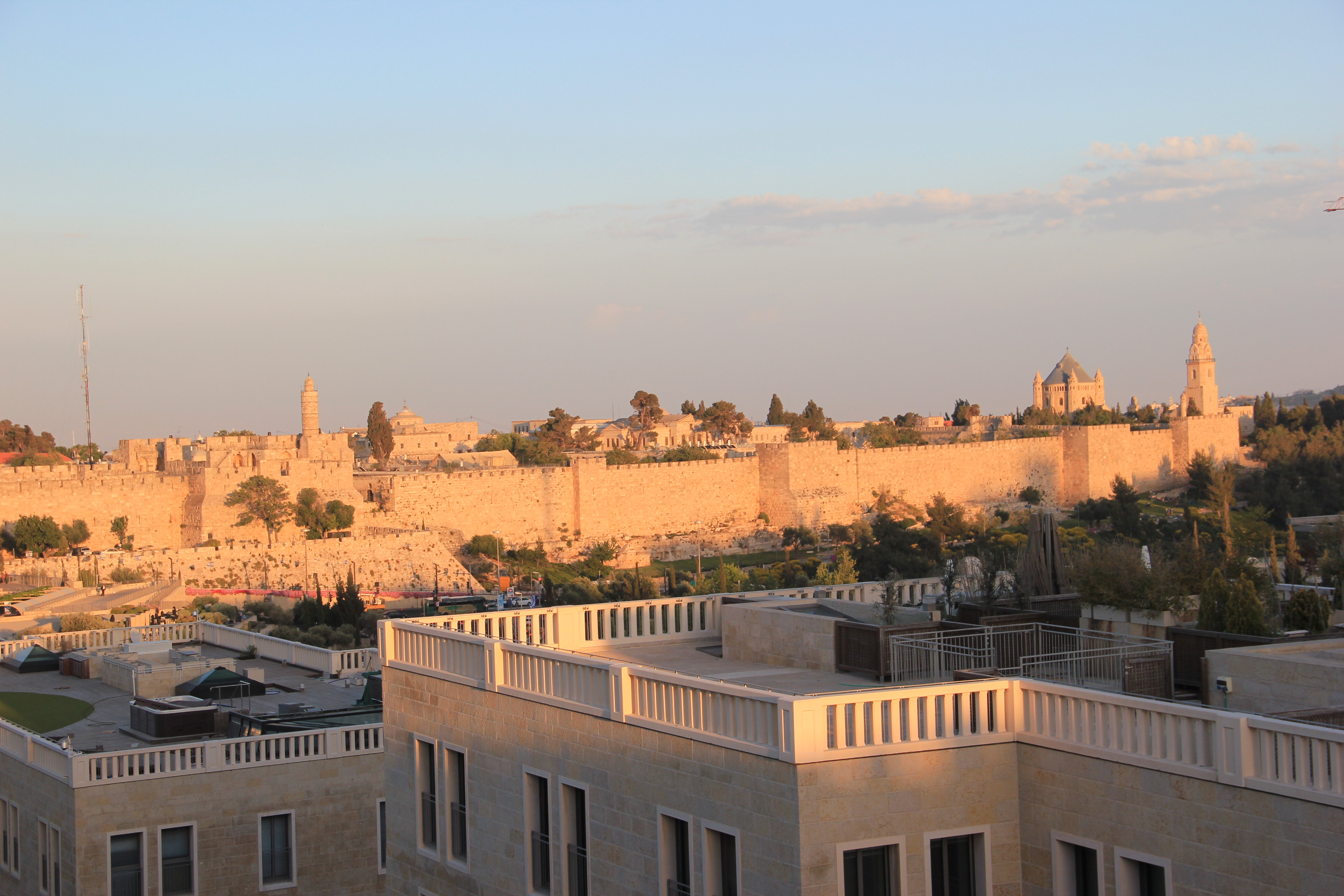
Murailles dorées de la vieille ville de Jérusalem

### Version complétée

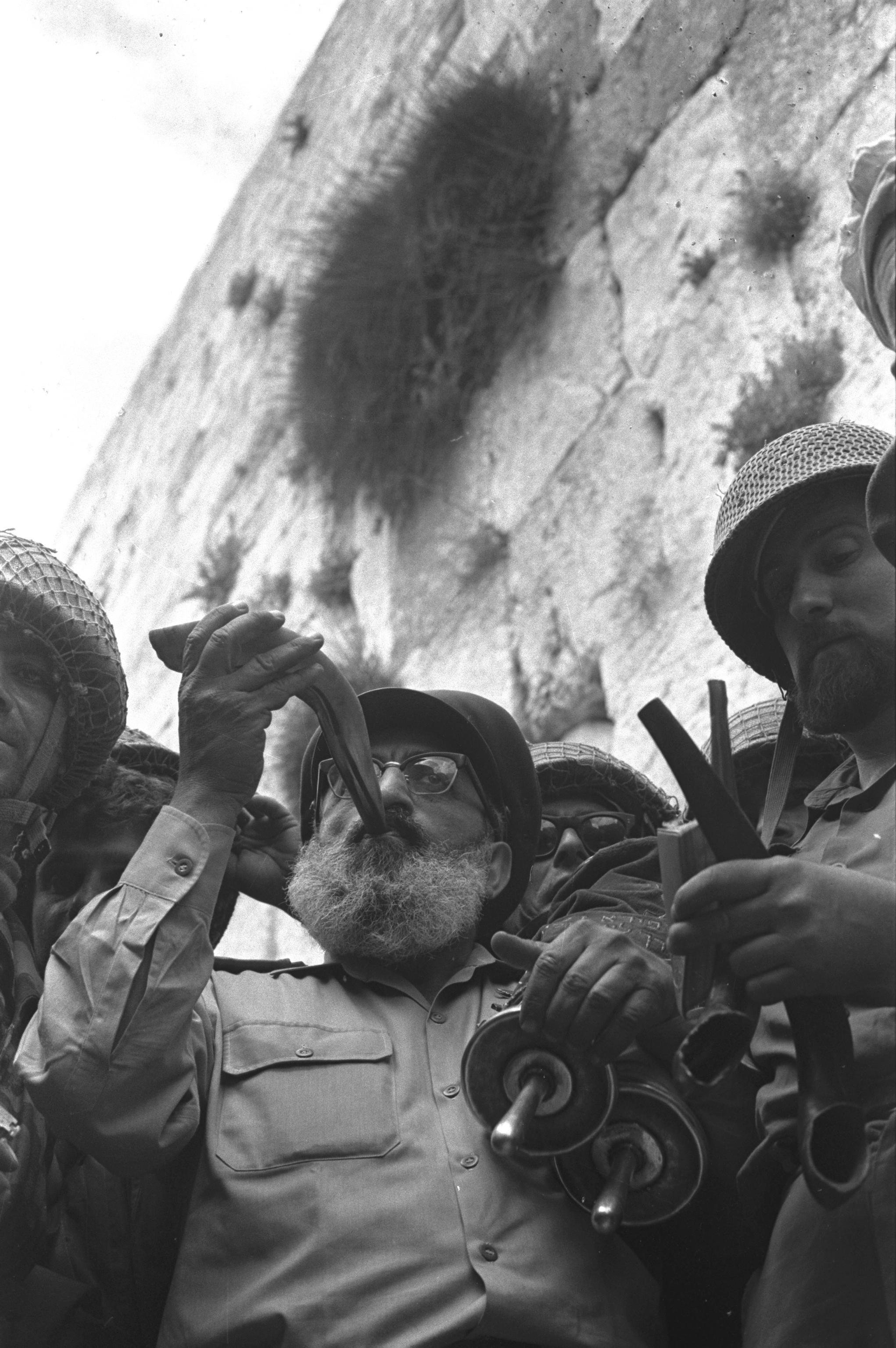
Shlomo Goren entouré de soldats israéliens fait retentir le chofar au pied du mur des Lamentations, quand les FDI viennent de reprendre Jérusalem-Est et la vieille ville aux Jordaniens (7 juin 1967).